# Marcabru
Marcabru fou un trobador que va viure en el segle XII; la seva activitat poètica pot situar-se aproximadament entre els anys 1130 i 1150.
Era originari d'Autvilar, a la regió de Gascunya i d'extracció humil. Sembla que es dedicà professionalment a la poesia, exercint com a joglar de les seves pròpies composicions. Fou protegit del també trobador i poderós senyor feudal Guillem X d'Aquitània, fill del també trobador Guillem IX de Poitiers, i d'Alfons VII de Castella i Lleó, en la cort del qual romangué durant uns deu anys. Encara que s'hagin conservat dues vidas de Marcabrú, amb prou feines aporten dades biogràfiques rellevants. Rebé l'àlies de Panperdut a causa d'un sirventès que li dirigí un tal Audric del Vilar, a qui Marcabrú respongué amb igual o major virulència.
Es conserven 42 poemes seus, dels quals quatre amb la música. La seva obra es caracteritza pel to moralista: es queixa contínuament de la corrupció dels costums, del triomf del fals'amor (fals amor) sobre el fi'amor (amor cortès). Era coneguda la seva misogínia. La seva és una obra difícil, no per la seva adscripció al trobar clus, sinó per la seva relació amb la poesia popular de l'època, per complet desconeguda en els nostres dies. És autor també, junt amb Uc Catola, de la primera tençó conservada de la poesia trobadoresca 